# 정경주
정경주(1981년 1월 25일 ~ )은 전 KBO 리그 야구 선수의 내야수이다.

## 출신학교
- 1997년 : 배명고등학교 (1학년 때 중퇴)
- 1998년 ~ 2000년 : 휘문고등학교 (2학년으로 전학)

## 등번호
- 32번